# Nicholas Kemboi (Leichtathlet, 1983)
Nicholas Kemboi (* 25. November 1983 in Kericho) ist ein ehemaliger katarischer Leichtathlet kenianischer Herkunft, der sich auf den Langstreckenlauf spezialisiert hat und ab 2005 für Katar an den Start ging.

## Sportliche Laufbahn
Erste internationale Erfahrungen sammelte Nicholas Kemboi bei den Crosslauf-Weltmeisterschaften 2001 in Ostende, bei denen er nach 25:52 min den vierten Platz im Juniorenrennen belegte und mit der kenianischen Mannschaft die Goldmedaille in der Teamwertung gewann. Im Jahr darauf gelangte er bei den Crosslauf-Weltmeisterschaften in Dublin mit 23:48 min auf den siebten Platz und gewann in der Teamwertung erneut die Goldmedaille. 2003 lief er die 10.000 Meter in 26:30,03 min und lief damals die drittschnellste Zeit überhaupt im Alter von nur 20 Jahren. Im September desselben Jahres belegte er beim IAAF World Athletics Final in Monaco in 13:24,89 min den siebten Platz im 5000-Meter-Lauf. Seit 2005 startete er für Katar und nahm im selben Jahr über 10.000 Meter an den Weltmeisterschaften in Helsinki teil und belegte dort in 27:16,22 min den neunten Platz über 10.000 Meter. Im September siegte er in 1:02:10 h beim Turin-Halbmarathon und gelangte dann bei den Halbmarathonweltmeisterschaften in Edmonton mit 1:06:04 h auf Rang 40. Bei den Crosslauf-Weltmeisterschaften 2006 in Fukuoka lief er nach 38:14 min auf dem 62. Platz ein und bei den Straßenlauf-Weltmeisterschaften in Debrecen kam er über 20 km nicht ins Ziel. Bei den Crosslauf-Weltmeisterschaften 2007 in Mombasa erreichte er mit 42:37 min Rang 120 und 2009 kam er bei den Weltmeisterschaften in Berlin über 10.000 Meter nicht ins Ziel. Anschließend siegte er in 1:07:09 h im Halbmarathon bei den Arabischen Meisterschaften in Damaskus und sicherte sich dort in 28:22,24 min die Silbermedaille über 10.000 Meter hinter dem Bahrainer Ali Hasan Mahboob. Daraufhin gewann er bei den Weltmeisterschaften in Guangzhou in 28:55,22 min erneut die Silbermedaille hinter Mahboob. 2013 siegte er in 1:00:27 h beim Rabat-Marathon und kurz darauf siegte er in 2:08:51 h beim Prag-Marathon. Im Jahr darauf siegte er in 1:04:04 h beim Laayoune-Halbmarathon und 2015 bestritt er beim Honolulu-Marathon seinen letzten Wettkampf und beendete daraufhin seine aktive sportliche Karriere im Alter von 32 Jahren.

## Persönliche Bestzeiten
- 3000 Meter: 7:50,99 min, 13. Mai 2005 in Doha
- 5000 Meter: 13:01,14 min, 15. August 2003 in Zürich
- 10.000 Meter: 26:30,03 min, 5. September 2003 in Brüssel
- 15-km-Straßenlauf: 43:56 min, Le Puy-en-Velay
- Halbmarathon: 1:09:27 h, 7. April 2013 in Rabat
- Marathon: 2:08:01 h, 27. November 2011 in Valencia